# Bạch công Thắng
Bạch công Thắng (chữ Hán: 白公勝; trị vì: 479 TCN), tên thật là Hùng Thắng (熊勝), hay Mị Thắng (羋勝), là một vị vua không chính thức của nước Sở, chư hầu nhà Chu trong Lịch sử Trung Quốc.

## Lưu lạc
Bạch công Thắng vốn là con trai của thế tử Kiến, cháu nội Sở Bình vương, vị vua thứ 31 của nước Sở. Nguyên do Sở Bình vương cướp vợ của thế tử Kiến là Bá Doanh, thế tử Kiến dẫn gia đình bỏ trốn sang nước Trịnh, sau làm binh biến để chiếm nước Trịnh, nên bị giết. Công tôn Thắng khi ấy còn nhỏ, được Ngũ Viên dẫn sang nước Ngô.

## Cướp ngôi
Năm 489 TCN, Sở Chiêu vương (chú của Bạch công) qua đời, Sở Huệ vương lên ngôi, do công tử Thân (tự Tử Tây, con thứ của Sở Bình vương, cũng là chú của ông) làm Lệnh doãn (tướng bang) chấp chính. Năm 488 TCN, Tử Tây cho đón công tôn Thắng về nước Sở, phong cho đất Bạch (nay nằm ở phía đông tỉnh Hà Nam), gọi là Bạch công.
Năm 483 TCN, Bạch công xin Tử Tây giúp binh cho mình đánh nước Trịnh để báo thù người nước Trịnh giết cha, Tử Tây đã có hứa. Tuy nhiên năm năm 481 TCN, nước Tấn đem quân đánh Trịnh, Tử Tây lại đem quân cứu Trịnh. Bạch công tức giận, từ đó tập hợp binh mã để chuẩn bị cướp nước Sở.
Năm 479 TCN, nước Ngô tấn công Sở, đánh ấp Thận (An Huy ngày nay). Bạch công Thắng đem quân đón đánh, đẩy lui quân Ngô. Tháng 7 năm đó, Bạch công Thắng lấy cớ đem chiến lợi phẩm dâng vua, đem binh vào Dĩnh đô, sau đó làm loạn, tiến vào cung, giết Tử Tây và Tư Mã Tử Kì (tức công tử Kết), bắt giam Sở Huệ vương, an trí ở Cao Phủ, sử gọi đó là Bạch công chi loạn. Bạch công Thắng bàn lập tân vương, muốn lập Tử Lư (con nhỏ của Sở Bình vương) lên ngôi nhưng Tử Lư từ chối, Bạch công Thắng bèn giết Tử Lư, tự lập làm vua.
Tuy nhiên không bao lâu sau, đại phu Công Dương cứu thoát Sở Huệ vương, đưa đi trốn vào phủ của Sở Chiêu vương phu nhân (mẹ Huệ vương) là Việt nữ. Diệp công Thẩm Chư Lương nghe tin Bạch công làm loạn, bèn lấy danh nghĩa Cần vương, dẫn quân về Sính Đô đánh dẹp, đánh bại Bạch công, Bạch công trốn sang Sơn Trung và tự tử. Thẩm Chư Lương tìm bắt gia thần của ông là Thạch Khất, hỏi thi thể của Bạch công ở đâu, Thạch Khất cự tuyệt không nói ra, bị Thẩm Chư Lương phanh thây. Thẩm Chư Lương đón Sở Huệ vương phục ngôi.
Bạch công Thắng chỉ ở ngôi chưa đầy một năm, không được xem là một vị vua chính thức của nước Sở.